# Grimm (serie de televisión)
Grimm es una serie de televisión estadounidense de fantasía, misterio, crimen y drama que se estrenó en la NBC el 28 de octubre de 2011. Se emitía todos los viernes a las 9:00 p. m. ET/8:00 p. m. CT. En Hispanoamérica la serie se estrenó de manera oficial el 21 de noviembre de 2011 en el canal Universal Channel, mientras que en España la serie se estrenó el 23 de enero de 2012 en Calle 13 Universal. La serie ha sido descrita como «un drama con un toque policial... de un proyecto oscuro y fantástico sobre un mundo en el que existen personajes inspirados en los cuentos de hadas de los hermanos Grimm». El 16 de marzo de 2012, la NBC anunció la renovación de la serie para una segunda temporada, la cual se estrenó el 23 de agosto del mismo año. El 26 de abril de 2013, la serie fue renovada para una tercera temporada, cuya fecha de estreno fue el 25 de octubre del mismo año.
El 19 de marzo de 2014, la serie fue renovada para una cuarta temporada. Gracias a su buen recibimiento en audiencia y en crítica la serie fue renovada el 5 de febrero de 2015 para una quinta temporada. El 5 de abril de 2016, la NBC renovó la serie para una sexta temporada. El 29 de agosto de 2016 se reveló que la serie concluiría tras el fin de la emisión de la sexta temporada el 31 de marzo de 2017.

## Historia
La vida del detective de homicidios de Portland (Oregón), Nick Burkhardt, toma un giro inesperado y peligroso cuando su tía materna, la mujer que lo crio (Marie Kessler), le revela que es una persona dotada con la capacidad de reconocer a toda clase de criaturas sobrenaturales, que antaño poblaban los bosques centroeuropeos, pero que hoy se encuentran en la sociedad, ocultos a plena vista. Su deber, en tanto tenga vida, es combatirlos y proteger a las personas "normales" que ignoran su existencia y maldad: a esta persona se le llama Grimm: A partir de ese momento, Nick comprende que la ciudad donde vive está poblada por las criaturas del bosque de mitos, leyendas y cuentos de hadas, que en alguna ocasión le parecieron tan solo inofensivos cuentos infantiles. Sin poder ignorar la llamada de su destino ni abandonar la normalidad (su trabajo como detective y su relación con Juliette, su novia), Nick toma la decisión de llevar una peligrosa doble vida como policía/Grimm para cumplir con estos nuevos ideales.

## Elenco

### Principal
- David Giuntoli como Nick Burkhardt, el protagonista del programa y titular Grimm. Nick es un detective de homicidios, cuya tía Marie le revela que es un descendiente de una línea de cazadores, llamados Grimms, que pelean contra los Wesens, criaturas sobrenaturales de apariencia humana que nadie más reconoce. Incluso antes de que sus habilidades se manifestaran, Nick tenía una habilidad excepcional para hacer deducciones rápidas y precisas sobre las motivaciones y pasados de los individuos, que ahora deberá utilizar para enfrentarse a lo sobrenatural.
- Silas Weir Mitchell como Eddie Monroe, un 'lobo feroz' que ayuda a Nick en sus casos. También se convertirá en el mejor amigo de Nick, pese a que tiene algunos problemas con los Grimm desde que uno de ellos asesinó a su abuelo (aunque reconoce que su antepasado se lo merecía por matar a un pueblo). Monroe está bien informado acerca de las criaturas sobrenaturales que Nick enfrenta, sirviendo como una fuente directa de información o como confidente a Nick. Durante mucho tiempo será el único con el que Nick pueda hablar sobre temas sobrenaturales.
- Russell Hornsby como Hank Griffin, compañero detective y buen amigo de Nick, durante mucho tiempo no tiene idea del  secreto de su compañero. Hank intenta cumplir con su trabajo de forma profesional y seria, pero al ignorar la realidad del mundo en el que vive, eso le crea incertidumbres sobre las cosas inexplicables que ve junto a Nick hasta que este le tenga que confesar su secreto.
- Sasha Roiz como el Capitán Sean Renard, es el jefe de la policía en Oregón y al igual que Nick, es consciente del mundo Wesen, al que pertenece, ya que es el hijo ilegítimo entre un miembro de la realeza y una Hexenbiest, aunque a pesar de eso tiene gran autoridad dentro del mundo paranormal. Afirma que tiene planes para Nick, y sus intereses y lealtades son siempre ambiguas.
- Reggie Lee como el Sargento Wu, de origen filipino, Wu siempre asiste a las escenas del crimen de Hank y Nick. Las cosas que ve y que le suceden irán minando su equilibrio mental, hasta que finalmente Nick y Hank le hablan del mundo sobrenatural.
- Bitsie Tulloch como Juliette Silverton, veterinaria y novia de Nick. No sabe nada sobre el secreto de su novio, aunque en varias ocasiones está muy cerca de descubrirlo. Amorosa, amable, valiente e inteligente, sus sentimientos por Nick le hacen permanecer a su lado aun cuando las cosas se complican. Será víctima de los hechizos de Adalind, que traerán consecuencias antes y después de conocer el secreto de su novio.Al final ella se convierte en Hexebister , intenta matar a Nick y muere a manos de Trubel

- Bree Turner como Rosalee Calvert, una Fuchsbau que se encarga de la tienda de su hermano cuando es asesinado. Rosalee asiste a Nick y Monroe en sus esfuerzos de proporcionar información y remedios a los problemas sobrenaturales, además de comenzar una relación romántica con Monroe.
- Claire Coffee como Adalind Schade,[10] una Hexenbiest y abogada. Debido a que intentó asesinar a la tía Marie por encargo de su madre, Adalind se ha ganado el desprecio de Nick y durante mucho tiempo serán antagonistas. A pesar de esto Nick tiene un hijo con ella en la cuarta temporada, durante la quinta temporada empieza una relación de amistad y posteriormente amorosa con Nick.

### Secundarios
- Robert Blanche como Sargento Franco, compañero policía de Nick, Hank y Wu, que no es consciente de las implicaciones paranormales de los casos que investiga.
- Damien Puckler como Martin Meisner, miembro de la Resistencia Wesen contra la monarquía y la nobleza Wesen con asiento en Austria, en lucha permanente contra la Verrat, la organización secreta parapolicial de la nobleza Wesen.
- Jacqueline Toboni como Trubel (Theresa Rubel) Ella es una Grimm al igual que Nick pero desconociendo por qué veía monstruos y que es un Grimm, es más ruda y está dispuesta a ayudar a sus amigos sin importar las consecuencias. A medida que pasan las temporadas Trubel ha demostrado su dedicación a ser Grimm y que, a pesar de su temprana enseñanza sabe dominar sus habilidades.
- Danny Bruno como Bud, un amistoso pero cobarde y algo ingenuo Eisbiber. Tras un encuentro accidental con Nick, descubre que es un Grimm, y de temerlo, pasa a idolatrarle demasiado al comprender que Nick es un Grimm muy diferente a sus ancestros.

## Episodios
Muchos de los episodios están vagamente basados en historias escritas por los Hermanos Grimm, aunque con considerable licencia artística. Otros episodios están basados en otras fuentes, incluyendo fábulas y leyendas, no escritas por los dos hermanos Grimm.

## Terminología
- Grimm: Son seres humanos con el poder de "reconocer" a los Wesen, quienes se han otorgado el deber de luchar contra ellos y proteger a la humanidad del mal. Su linaje y descendencia son un misterio, aunque se sabe que han estado activos desde los tiempos antiguos, y entre sus antepasados podrían contarse un grupo de caballeros cruzados de la Edad Media y los Endeichen Grimm, que eran escuadrones de la muerte sin ninguna clase de compasión por los Wesen. Sus hazañas y batallas contra los Wesen han sido relatadas y publicadas por los cuentos de hadas a lo largo de los siglos. Hasta ahora los Grimm solo han mostrado la capacidad de reconocer a los Wesen y se desconoce si poseen alguna otra habilidad sobrenatural (sin embargo, como ha demostrado la madre de Nick, sí muestran una mayor capacidad física y cinética que los humanos promedio, aunque se desconoce si esto se debe al alto nivel de entrenamiento en combate de dicha Grimm o a algún factor sobrenatural). Por otra parte los poderes de un Grimm parece ser que pueden heredarse, ya que la familia Kessler ha mostrado los poderes desde generaciones pasadas.Aunque en temporadas posteriores vemos como pueden desarrollar sus capacidades en maneras increíbles. Vemos que Nick desarrolla su capacidad auditiva escuchando ruidos desde distancias considerablemente lejanas.
- Wesen: Criaturas críptidas, la mayoría de ellos con apariencia de animales humanoides. Viven ocultas en la sociedad bajo la forma de seres humanos corrientes, aunque pueden ser reconocidos por los Grimm gracias a sus poderes. Aunque la mayoría de la humanidad los desconocen, ellos forman parte del folclore, las leyendas y los cuentos de hadas de los seres humanos. Cada wesen tiene una forma y poderes diferentes, dependiendo de su variedad de especies y aunque se desconoce su biodiversidad, se podría decir que superan a los seres humanos; pues como lo establece Monroe, los humanos son sus "animales extraños". A pesar de que se ha establecido que son seres peligrosos y malvados por naturaleza, el carácter amistoso de los Eisbibers, los Reinigen, los Mauzhert, los Seelengunt y la existencia de otros retirados de vidas salvajes como los Wieder Blutbaden, como el caso en particular de Monroe, sugieren que los Wesen no siempre son letales y posiblemente solo obedezcan a sus instintos más primitivos.
- Monedas de Zakynthos: Hechas de oro, arsénico y mercurio en una mina de oro de la isla de Zacinto en el siglo VIII a. C. Estas monedas otorgan un poder sobrenatural y devastador a quien las posea, dotándole de una influencia carismática sobre los demás, suficiente para dominar el mundo, aunque al mismo tiempo, son perjudiciales para su salud, probablemente por las sustancias que las componen (arsénico y mercurio). Los Grimms son capaces de resistirse a su poder y no les afecta con tanta facilidad. Por lo tanto, son los más apropiados para guardarlas y evitar que caigan en malas manos, por lo que, durante los últimos años, las han custodiado. Tienen grabadas una esvástica en una cara, como símbolo de buena fortuna, y la cabeza del león de Nemea en la otra, como símbolo de riqueza y poder. El Imperio Griego, Romano (desde Claudio hasta Calígula, pasando por Nerón), la Dinastía Han y el Tercer Reich las han poseído.
- Las siete casas reales: Son dinastías reales con enorme poder y control en el mundo sobrenatural. Durante los tiempos antiguos mantuvieron a los Wesen controlados con ayuda de los Grimm. No obstante cuando los guerreros comenzaron a "extinguirse", las siete casas perdieron su poder sobre el mundo. Su objetivo es encontrar un extraño tesoro saqueado de Constantinopla, del que se dice que podría ayudarlos a recuperar el control sobre el mundo una vez más, transformando los Estados Democráticos en los Totalitarismos e Imperialismos del pasado. Las casas reales han ido infiltrándose los últimos años en las altas esferas políticas de los países más poderosos para, cuando llegue el momento, dominar el mundo.
- Laufer o "La Resistencia": Una sociedad rebelde que se opone a la autoridad, prácticamente en contra del reinado de las siete casas.
- Woge: El nombre de las transformaciones que liberan la verdadera forma de los Wesen. Según Monroe, existen dos etapas del fenómeno: la primera es una transformación involuntaria que se activa cuando los wesen están entusiasmados, asustados o tristes y solo pueden ser vistas por los Grimm y los Wesen. La segunda es una voluntaria que puede ser percibida tanto por los Grimm como otros Wesen y por lo tanto los seres humanos. Se activa cuando los Wesen están dominados por emociones más fuertes como la ira. Palabra alemana que significa ola.

## Desarrollo y producción

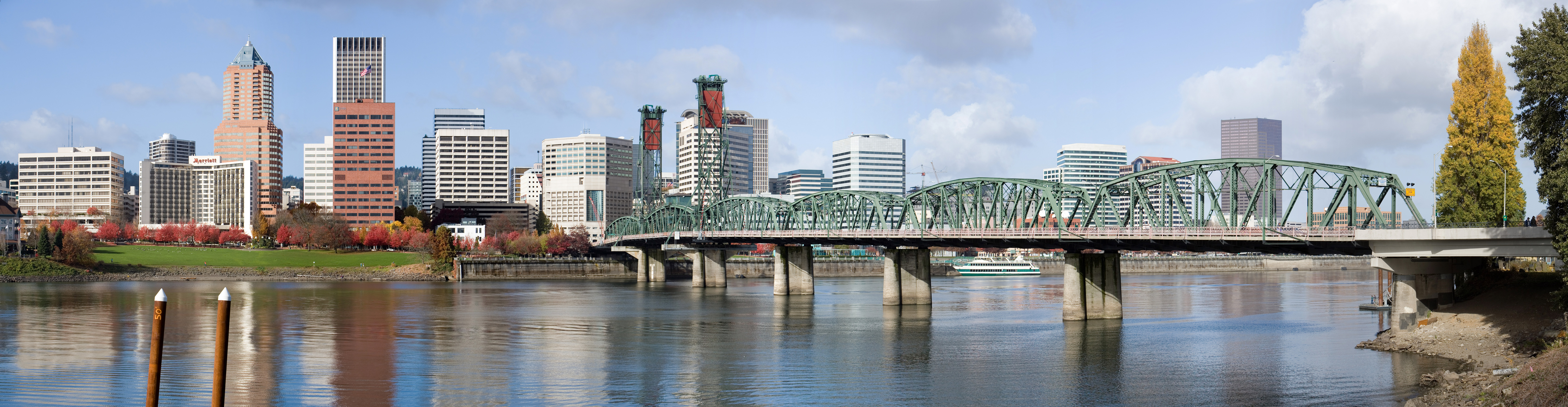
Las localizaciones más frecuentes de la serie: El centro de Portland y el puente Hawthorne.

En enero de 2011 se anunció que la NBC había ordenado una serie titulada Grimm. David Greenwalt y Jim Kouf coescribieron el episodio piloto, que fue dirigido por Marc Buckland, cuya filmación empezó en marzo en Portland (Oregón). En mayo de 2011 se anunció la renovación de la serie.
Los productores ejecutivos de la serie son Greenwalt y Kouf junto con Sean Hayes y Todd Milliner. La serie es producida por Universal Media Studios y Hazy Mills Productions y utiliza localizaciones de Portland y alrededores. Greenwalt y Kouf explicaron a KGW que eligieron Portland por los amplios parques boscosos de la ciudad, Washington Park y Forest Park.
El 30 de septiembre de 2011, la NBC decidió cambiar la fecha de estreno de Grimm del 21 de octubre al 28 de octubre de 2011 para situarla próxima a Halloween. El 21 de noviembre de 2011, la NBC renovó la serie para una temporada completa de veintidós episodios. El jueves 8 de diciembre de 2011, la NBC emitió un especial de Grimm para poner a prueba la audiencia de la serie.
El 16 de marzo de 2012, la NBC anunció que la serie fue renovada para una segunda temporada. De acuerdo con los productores y guionistas David Greenwalt y Jim Kouf, continuarán filmando el show en Portland: «Llueva o haga sol, Portland ha sido el escenario ideal para los cuentos de hadas con su encantador diseño. Es un personaje más del espectáculo, la combinación perfecta de un escenario urbano y rural».

### Casting
David Giuntoli, que interpreta el personaje principal, Nick Burkhardt, fue el primero en incorporarse. Silas Weir Mitchell fue seleccionado después como Eddie Monroe, un reformado "lobo feroz". Poco después, Russell Hornsby y Bitsie Tulloch fueron seleccionados como el compañero de Nick, Hank Griffin, y su novia, Juliette Silverton, respectivamente. En una entrevista posterior a dos años de la emisión de la serie, el actor Reggie Lee reveló que él había audicionado para el papel de Hank Griffin, pero perdió el papel ante Hornsby. Sin embargo los creadores de la serie habían quedado encantados por el carisma de Lee, hasta el punto en el que crearon al personaje Wu exclusivamente para integrarlo a la serie. Sasha Roiz fue el último en ser seleccionado como el capitán Renard.
Bree Turner, quién fue invitada en cuatro episodios en la primera temporada, fue ascendida a protagonista en la serie para la segunda temporada, continuando su papel como Rosalee Calvert. En el curso de la emisión de la segunda temporada, Claire Coffee, quien se había vuelto popular entre los fanáticos de la serie por su papel de Adalind Schade se integró al elenco principal de la serie.

## Recepción y crítica
La serie ha recibido críticas mixtas, basándonos en la puntuación obtenida en Metacritic de 55 sobre 100.
Al principio de la primera temporada de la serie, Tim Goodman de The Hollywood Reporter dijo: «Tiene escalofríos y humor y la capacidad de tomar una historia rutinaria y retorcerla». Mike Hale de The New York Times comentó: «Algunas gracias funcionan, y algunos de los sustos son de hecho aterradores, y si lo vuelves a ver el talento y la atención al detalle causan una buena impresión». Mary McNamara de Los Angeles Times escribió que prefería la serie con temática de cuentos de hadas de la ABC, Once Upon a Time, en vez de Grimm, declarando que pese a tener un buen elenco y realización, Grimm tiene «una trama basada en monstruos salidos de cuentos de hadas que resulta un poco simplona» a los espectadores. Todo ello sumado, da como resultado un entretenimiento agradable y variado de una hora y plantea la problemática cuestión de cuán interesante resultará cuando llegue al tercer episodio».
Daynah Burnett, que comentó el programa para PopMatters, sintió «mientras Grimm agarra análogos de peso entre nuestros cuentos de hadas y villanos, sus historias se vuelven excesivamente literales: lobos orinando en las esquinas de sus patios para marcar sus territorios, en vez de acechar (y marcarlos) en maneras menos obvias y más significativas culturalmente. Ciertamente hay espacio para que estos arquetipos sean explorados mientras la serie se desarrolla, pero cuando el principal sospechoso de Nick en el caso de Caperucita Roja resulta vivir en una auténtica cabaña en el bosque, no presagia nada bien como estas historias podrían reflejar las vidas de los espectadores», antes de darle una puntuación de 4 sobre 10.
La segunda temporada recibió una respuesta mucho más favorable, con un puntaje de 73 sobre 100 en Metacritic, basado en 4 comentarios. Mary Mcnamara de The Los Angeles Times comentó sobre el estreno de la segunda temporada: «Es difícil no amar un programa con un lindo boticario, y es imposible no amar la segunda temporada de Grimm».
Mike Hale de The New York Times dijo de la temporada tres: «Grimm no es un programa profundo (¿qué es?), pero pocos son más puramente entretenidos/enganchantes, brillantes, tensos, divertidos, bien ubicados y presentando a un elenco muy atractivo como los amigos y los colegas que ayudan a Nick».

## Recepción en España
La primera temporada de la serie fue estrenada en la cadena privada Cuatro el 11 de julio de 2012. Esta temporada cosechó una audiencia media, según recoge FormulaTV
Las siguientes temporadas se emitieron en la cadena privada de pago Calle 13.